# Alan Alda
Alan Alda, nome artístico de Alphonso Joseph D'Abruzzo (Nova Iorque, 28 de janeiro de 1936), é um ator, diretor, roteirista e escritor norte-americano. Vencedor por seis vezes dos prêmios Emmy do Primetime e Globo de Ouro, celebrizou-se por sua interpretação do personagem Hawkeye Pierce ("Falcão", no Brasil) na série de televisão M*A*S*H. É professor-visitante na Escola de Jornalismo da Universidade de Stony Brook, e faz parte do conselho do seu Centro para as Ciências da Comunicação.
Em 1996, Alda foi classificado no 41º lugar da lista de 50 maiores estrelas da televisão de todos os tempos, compilada pela publicação norte-americana TV Guide.
Seu pai era o também ator Robert Alda. Recebeu uma indicação ao Oscar de melhor ator coadjuvante em 2005 pelo filme The Aviator (O Aviador), dirigido por Martin Scorsese.
Em julho de 2018, através de seu Twitter, ele revelou ter sido diagnosticado com a doença de Parkinson havia mais de três anos.

## Carreira

### Cinema
- Gone Are the Days! (1963)
- Paper Lion (1968)
- The Extraordinary Seaman (1969)
- Jenny (1970)
- The Moonshine War (1970)
- The Mephisto Waltz (1971)
- To Kill a Clown (1972)
- Kill Me If You Can (1977)
- Same Time, Next Year (1978)
- California Suite (1978)
- The Seduction of Joe Tynan (1979)
- The Four Seasons (1981)
- Sweet Liberty (1986)
- A New Life (1988)
- Crimes and Misdemeanors (1989)
- Betsy's Wedding (1990)
- Whispers in the Dark (1992)
- Manhattan Murder Mystery (1993)
- Canadian Bacon (1995)
- Flirting with Disaster (1996)
- Everyone Says I Love You (1996)
- Murder at 1600 (1997)
- Mad City (1997)
- The Object of My Affection (1998)
- Keepers of the Frame (1999)
- What Women Want (2000)
- The Aviator (2004)
- Resurrecting the Champ (2007)
- Diminished Capacity (2008)
- Flash of Genius (2008)
- Nothing But the Truth (2008)
- Tower Heist (2011)
- Wanderlust (2012)
- Marriage Story (2019)

### Televisão
- The Phil Silvers Show (1958)
- Naked City (1962)
- The Doctors and the Nurses (1963)
- Route 66 (1963)
- East Side/West Side (1963)
- The Trials of O'Brien (1963)
- That Was The Week That Was (1964–1965)
- Where's Everett (1966) (piloto)
- Coronet Blue (1967)
- Premiere (1968)
- Story Theatre (1971)
- Class of '55 (1972)
- The Glass House (1972)
- M*A*S*H (1972–1983)
- Playmates (1972)
- Isn't It Shocking? (1973)
- Free to Be… You and Me (1974)
- 6 Rms Riv Vu (1974)
- Kill Me If You Can (1977)
- The Four Seasons (piloto para a TV) 1984
- And the Band Played On (1993)
- Scientific American Frontiers (1993–2005)[4]
- White Mile (1994)
- Jake's Women (1996)
- ER (1999)
- Club Land (2001)
- The Killing Yard (2001)
- The West Wing (2004–2006)
- 30 Rock (2009–2011)
- The Human Spark (2010)[5]
- Law & Order: Los Angeles (2011)
- The Big C (2011)
- Horace & Pete (2016)
- The Blacklist (2017)

### Teatro
- Only in America (1959)
- Purlie Victorious (1961)
- A Whisper in God's Ear (1962)
- Fair Game for Lovers (1964)
- Cafe Crown (1964)
- The Owl and The Pussycat (1965)
- The Apple Tree  (1966)
- Jake's Women  (1992)
- Art (1998)
- QED (2001)
- The Play What I Wrote (2003)
- Glengarry Glen Ross (2005)

### Como dublador
- Free To Be You And Me (1972)
- World War Z (2006) (voz do diretor Arthur Sinclair Jr.)